# Liga Profesional de Béisbol Colombiano 2024-25
La Liga Profesional de Béisbol Colombiano 2024-25 fue la cuadragésima novena edición del béisbol invernal profesional en Colombia. El campeón fue Caimanes de Barranquilla, que se clasificó a la Serie de las Américas de 2025.

## Novedades
- Toros de Sincelejo regresa en esta temporada.
- El 14 de noviembre, el lanzador zurdo Christian Allegretti, de Caimanes de Barranquilla, logra el primer no-hitter en la era moderna del béisbol colombiano en la victoria 7-0 sobre Vaqueros de Montería, siendo el último en la temporada 1979-80, además de ser el primero de los saurios en su historia.[2]

## Sistema de juego
- Temporada regular: Se juega desde el 1 de noviembre de 2024 hasta el 30 de diciembre de 2024, cada equipo juega 40 partidos. Los cuatro primeros equipos jugarán el Round Robin.
- Round Robin: En esta fase, cada club jugará 6 partidos, 2 contra cada rival. Los 2 primeros jugarán una final. Se disputará del 3 al 9 de enero
- Play off final: Se jugará a partir del 11 de enero de 2024 entre el 1.° y 2.° equipos en la tabla de posiciones del Round Robin. El campeón clasificará a la Serie de Las Américas, a disputarse en Nicaragua.

## Equipos participantes
| Equipo                   | Fundación | Ciudad       | Estadio                 |
| ------------------------ | --------- | ------------ | ----------------------- |
| Caimanes de Barranquilla | 1984      | Barranquilla | Estadio Édgar Rentería  |
| Leones BBC               | 2003      | Barranquilla | Estadio Édgar Rentería  |
| Tigres de Cartagena      | 1996      | Cartagena    | Estadio 11 de Noviembre |
| Toros de Sincelejo       | 2004      | Sincelejo    | Estadio 20 de Enero     |
| Vaqueros de Montería     | 2019      | Montería     | Estadio 18 de Junio     |

## Temporada regular
| #                                              | Equipo                   | V  | D  | E | AVG  | JD |
| ---------------------------------------------- | ------------------------ | -- | -- | - | ---- | -- |
| 1                                              | Caimanes de Barranquilla | 26 | 12 | 0 | .684 | 0  |
| 2                                              | Vaqueros de Montería     | 22 | 14 | 0 | .611 | 3  |
| 3                                              | Tigres de Cartagena      | 19 | 19 | 0 | .500 | 7  |
| 4                                              | Leones de Barranquilla   | 15 | 25 | 0 | .375 | 12 |
| 5                                              | Toros de Sincelejo       | 14 | 26 | 0 | .350 | 13 |
| Fuente: LPB Colombia; actualización automática |                          |    |    |   |      |    |

|  | Clasificado al round robin. |
|  | Eliminado.                  |

### Resultados
| Semana 1 - 1 al 3 de noviembre | Semana 1 - 1 al 3 de noviembre | Semana 1 - 1 al 3 de noviembre | Semana 1 - 1 al 3 de noviembre | Semana 1 - 1 al 3 de noviembre | Semana 1 - 1 al 3 de noviembre | Semana 1 - 1 al 3 de noviembre |
| Visitante                      | Resultado                      | Local                          | Estadio                        | Fecha                          | Hora                           | TV                             |
| ------------------------------ | ------------------------------ | ------------------------------ | ------------------------------ | ------------------------------ | ------------------------------ | ------------------------------ |
| Leones                         | 4 : 2 (F/7)                    | Caimanes                       | Édgar Rentería                 | 1 de noviembre                 | 19:00                          | ESPN, Disney+                  |
| Vaqueros                       | 11 : 8 (F/11)                  | Toros                          | 20 de Enero                    | 2 de noviembre                 | 19:00                          | Sin TV                         |
| Caimanes                       | 6 : 2                          | Leones                         | Édgar Rentería                 | 3 de noviembre                 | 17:00                          | Disney+                        |
| Toros                          | 1 : 9                          | Vaqueros                       | 18 de Junio                    | 3 de noviembre                 | 18:00                          | Sin TV                         |

| Semana 2 - 4 al 10 de noviembre | Semana 2 - 4 al 10 de noviembre | Semana 2 - 4 al 10 de noviembre | Semana 2 - 4 al 10 de noviembre | Semana 2 - 4 al 10 de noviembre | Semana 2 - 4 al 10 de noviembre | Semana 2 - 4 al 10 de noviembre |
| Visitante                       | Resultado                       | Local                           | Estadio                         | Fecha                           | Hora                            | TV                              |
| ------------------------------- | ------------------------------- | ------------------------------- | ------------------------------- | ------------------------------- | ------------------------------- | ------------------------------- |
| Leones                          | 3 : 12                          | Tigres                          | 11 de Noviembre                 | 4 de noviembre                  | 16:00                           | Sin TV                          |
| Caimanes                        | 8 : 6                           | Tigres                          | 11 de Noviembre                 | 5 de noviembre                  | 19:00                           | Sin TV                          |
| Tigres                          | 5 : 7                           | Caimanes                        | Édgar Rentería                  | 6 de noviembre                  | 19:00                           | ESPN 5, Disney+                 |
| Leones                          | 14 : 6                          | Toros                           | 20 de Enero                     | 6 de noviembre                  | 19:00                           | Sin TV                          |
| Leones                          | 8 : 13                          | Toros                           | 20 de Enero                     | 7 de noviembre                  | 19:00                           | Sin TV                          |
| Tigres                          | 7 : 10                          | Vaqueros                        | 18 de Junio                     | 8 de noviembre                  | 19:00                           | Sin TV                          |
| Toros                           | 3 : 13                          | Caimanes                        | Édgar Rentería                  | 9 de noviembre                  | 17:00                           | ESPN 4, Disney+                 |
| Leones                          | 9 : 7                           | Vaqueros                        | 18 de Junio                     | 9 de noviembre                  | 18:00                           | Sin TV                          |
| Tigres                          | 15 : 6                          | Toros                           | 20 de Enero                     | 10 de noviembre                 | 17:00                           | Sin TV                          |
| Leones                          | 1 : 7                           | Vaqueros                        | 18 de Junio                     | 10 de noviembre                 | 18:00                           | Sin TV                          |

| Semana 3 - 11 al 17 de noviembre | Semana 3 - 11 al 17 de noviembre | Semana 3 - 11 al 17 de noviembre | Semana 3 - 11 al 17 de noviembre | Semana 3 - 11 al 17 de noviembre | Semana 3 - 11 al 17 de noviembre | Semana 3 - 11 al 17 de noviembre |
| Visitante                        | Resultado                        | Local                            | Estadio                          | Fecha                            | Hora                             | TV                               |
| -------------------------------- | -------------------------------- | -------------------------------- | -------------------------------- | -------------------------------- | -------------------------------- | -------------------------------- |
| Leones                           | 1 : 4                            | Vaqueros                         | 18 de Junio                      | 11 de noviembre                  | 16:00                            | Sin TV                           |
| Caimanes                         | 8 : 4                            | Vaqueros                         | 18 de Junio                      | 12 de noviembre                  | 19:00                            | Sin TV                           |
| Caimanes                         | 11 : 9                           | Vaqueros                         | 18 de Junio                      | 13 de noviembre                  | 19:00                            | Sin TV                           |
| Tigres                           | 10 : 5                           | Leones                           | Édgar Rentería                   | 13 de noviembre                  | 19:00                            | ESPN 5, Disney+                  |
| Caimanes                         | 7 : 0                            | Vaqueros                         | 18 de Junio                      | 14 de noviembre                  | 19:00                            | Sin TV                           |
| Leones                           | 1 : 7                            | Tigres                           | 11 de Noviembre                  | 14 de noviembre                  | 19:00                            | Sin TV                           |
| Tigres                           | 4 : 1                            | Leones                           | Édgar Rentería                   | 15 de noviembre                  | 16:00                            | ESPN 5, Disney+                  |
| Caimanes                         | 5 : 3                            | Toros                            | 20 de Enero                      | 15 de noviembre                  | 16:00                            | Sin TV                           |
| Caimanes                         | 14 : 11 (F/10)                   | Toros                            | 20 de Enero                      | 16 de noviembre                  | 17:00                            | Sin TV                           |
| Vaqueros                         | 7 : 2                            | Tigres                           | 11 de Noviembre                  | 16 de noviembre                  | 17:00                            | Sin TV                           |
| Caimanes                         | 1 : 10                           | Toros                            | 20 de Enero                      | 17 de noviembre                  | 16:00                            | Sin TV                           |
| Vaqueros                         | 1 : 0                            | Tigres                           | 11 de Noviembre                  | 17 de noviembre                  | 16:00                            | Sin TV                           |

| Semana 4 - 18 al 24 de noviembre | Semana 4 - 18 al 24 de noviembre | Semana 4 - 18 al 24 de noviembre | Semana 4 - 18 al 24 de noviembre | Semana 4 - 18 al 24 de noviembre | Semana 4 - 18 al 24 de noviembre | Semana 4 - 18 al 24 de noviembre |
| Visitante                        | Resultado                        | Local                            | Estadio                          | Fecha                            | Hora                             | TV                               |
| -------------------------------- | -------------------------------- | -------------------------------- | -------------------------------- | -------------------------------- | -------------------------------- | -------------------------------- |
| Toros                            | 3 : 15                           | Tigres                           | 11 de Noviembre                  | 18 de noviembre                  | 16:00                            | Sin TV                           |
| Vaqueros                         | 5 : 1                            | Leones                           | Édgar Rentería                   | 18 de noviembre                  | 19:00                            | ESPN 5, Disney+                  |
| Vaqueros                         | 5 : 4                            | Leones                           | Édgar Rentería                   | 19 de noviembre                  | 15:00                            | ESPN 5, Disney+                  |
| Toros                            | 2 : 1 (F/10)                     | Tigres                           | 11 de Noviembre                  | 19 de noviembre                  | 16:00                            | Sin TV                           |
| Vaqueros                         | :                                | Caimanes                         | Édgar Rentería                   | 20 de noviembre                  | 19:00                            | ESPN 5, Disney+                  |
| Leones                           | 11 : 2                           | Toros                            | 20 de Enero                      | 20 de noviembre                  | 19:00                            | Sin TV                           |
| Leones                           | 2 : 1                            | Toros                            | 20 de Enero                      | 21 de noviembre                  | 20:00                            | Sin TV                           |
| Vaqueros                         | :                                | Caimanes                         | Édgar Rentería                   | 22 de noviembre                  | 16:00                            | ESPN 5, Disney+                  |
| Tigres                           | 15 : 7                           | Toros                            | 20 de Enero                      | 22 de noviembre                  | 19:00                            | Sin TV                           |
| Vaqueros                         | 2 : 4                            | Caimanes                         | Édgar Rentería                   | 22 de noviembre                  | 19:30                            | ESPN 5, Disney+                  |
| Caimanes                         | 8 : 3                            | Leones                           | Édgar Rentería                   | 23 de noviembre                  | 17:00                            | Disney+                          |
| Tigres                           | 1 : 9                            | Toros                            | 20 de Enero                      | 23 de noviembre                  | 19:00                            | Sin TV                           |
| Tigres                           | 2 : 9 (F/7)                      | Toros                            | 20 de Enero                      | 24 de noviembre                  | 16:00                            | Sin TV                           |
| Leones                           | 2 : 6 (F/5)                      | Caimanes                         | Édgar Rentería                   | 24 de noviembre                  | 18:30                            | Sin TV                           |
| Tigres                           | 12 : 1 (F/7)                     | Toros                            | 20 de Enero                      | 24 de noviembre                  | 19:10                            | Sin TV                           |

| Semana 5 - 26 de noviembre al 1 de diciembre | Semana 5 - 26 de noviembre al 1 de diciembre | Semana 5 - 26 de noviembre al 1 de diciembre | Semana 5 - 26 de noviembre al 1 de diciembre | Semana 5 - 26 de noviembre al 1 de diciembre | Semana 5 - 26 de noviembre al 1 de diciembre | Semana 5 - 26 de noviembre al 1 de diciembre |
| Visitante                                    | Resultado                                    | Local                                        | Estadio                                      | Fecha                                        | Hora                                         | TV                                           |
| -------------------------------------------- | -------------------------------------------- | -------------------------------------------- | -------------------------------------------- | -------------------------------------------- | -------------------------------------------- | -------------------------------------------- |
| Caimanes                                     | 11 : 0                                       | Leones                                       | Édgar Rentería                               | 26 de noviembre                              | 19:00                                        | ESPN 5, Disney+                              |
| Tigres                                       | 0 : 3                                        | Vaqueros                                     | 18 de Junio                                  | 26 de noviembre                              | 19:00                                        | Sin TV                                       |
| Leones                                       | 8 : 9 (F/10)                                 | Caimanes                                     | Édgar Rentería                               | 27 de noviembre                              | 19:00                                        | ESPN 5, Disney+                              |
| Tigres                                       | 4 : 3                                        | Vaqueros                                     | 18 de Junio                                  | 27 de noviembre                              | 19:00                                        | Sin TV                                       |
| Toros                                        | 6 : 7                                        | Leones                                       | Édgar Rentería                               | 28 de noviembre                              | 19:00                                        | Disney+                                      |
| Toros                                        | 3 : 4                                        | Leones                                       | Édgar Rentería                               | 29 de noviembre                              | 19:00                                        | ESPN 5, Disney+                              |
| Caimanes                                     | 9 : 1                                        | Vaqueros                                     | 18 de Junio                                  | 29 de noviembre                              | 19:00                                        | Sin TV                                       |
| Caimanes                                     | 4 : 14                                       | Vaqueros                                     | 18 de Junio                                  | 30 de noviembre                              | 17:00                                        | Sin TV                                       |
| Caimanes                                     | 4 : 1                                        | Tigres                                       | 11 de Noviembre                              | 1 de diciembre                               | 17:00                                        | Sin TV                                       |

| Semana 6 - 2 al 6 de diciembre | Semana 6 - 2 al 6 de diciembre | Semana 6 - 2 al 6 de diciembre | Semana 6 - 2 al 6 de diciembre | Semana 6 - 2 al 6 de diciembre | Semana 6 - 2 al 6 de diciembre | Semana 6 - 2 al 6 de diciembre |
| Visitante                      | Resultado                      | Local                          | Estadio                        | Fecha                          | Hora                           | TV                             |
| ------------------------------ | ------------------------------ | ------------------------------ | ------------------------------ | ------------------------------ | ------------------------------ | ------------------------------ |
| Vaqueros                       | 6 : 3 (F/7)                    | Leones                         | Édgar Rentería                 | 2 de diciembre                 | 16:00                          | Disney+                        |
| Caimanes                       | 7 : 3                          | Tigres                         | 11 de Noviembre                | 2 de diciembre                 | 19:00                          | Sin TV                         |
| Vaqueros                       | 3 : 0 (F/7)                    | Leones                         | Édgar Rentería                 | 2 de diciembre                 | 19:00                          | ESPN 5, Disney+                |
| Toros                          | 1 : 3                          | Vaqueros                       | 18 de Junio                    | 3 de diciembre                 | 19:00                          | Sin TV                         |
| Tigres                         | 4 : 10                         | Leones                         | Édgar Rentería                 | 3 de diciembre                 | 20:00                          | ESPN 5, Disney+                |
| Vaqueros                       | 7 : 9                          | Toros                          | 20 de Enero                    | 4 de diciembre                 | 19:00                          | Sin TV                         |
| Tigres                         | 2 : 4                          | Caimanes                       | Édgar Rentería                 | 4 de diciembre                 | 19:00                          | ESPN 5, Disney+                |
| Toros                          | 15 : 13                        | Vaqueros                       | 18 de Junio                    | 5 de diciembre                 | 19:00                          | Sin TV                         |
| Leones                         | 3 : 9                          | Tigres                         | 11 de Noviembre                | 5 de diciembre                 | 19:00                          | Sin TV                         |
| Vaqueros                       | 18 : 4                         | Toros                          | 20 de Enero                    | 6 de diciembre                 | 19:00                          | Sin TV                         |
| Caimanes                       | 9 : 1                          | Tigres                         | 11 de Noviembre                | 6 de diciembre                 | 19:00                          | Sin TV                         |

| Semana 7 - 9 al 15 de diciembre | Semana 7 - 9 al 15 de diciembre | Semana 7 - 9 al 15 de diciembre | Semana 7 - 9 al 15 de diciembre | Semana 7 - 9 al 15 de diciembre | Semana 7 - 9 al 15 de diciembre | Semana 7 - 9 al 15 de diciembre |
| Visitante                       | Resultado                       | Local                           | Estadio                         | Fecha                           | Hora                            | TV                              |
| ------------------------------- | ------------------------------- | ------------------------------- | ------------------------------- | ------------------------------- | ------------------------------- | ------------------------------- |
| Leones                          | 5 : 8                           | Tigres                          | 11 de Noviembre                 | 9 de diciembre                  | 19:00                           | Sin TV                          |
| Tigres                          | 4 : 11                          | Vaqueros                        | 18 de Junio                     | 10 de diciembre                 | 19:00                           | Sin TV                          |
| Toros                           | 3 : 7                           | Caimanes                        | Édgar Rentería                  | 10 de diciembre                 | 19:00                           | ESPN 5, Disney+                 |
| Toros                           | 3 : 0 (F/7)                     | Caimanes                        | Édgar Rentería                  | 11 de diciembre                 | 17:00                           | Disney+                         |
| Tigres                          | 2 : 5                           | Vaqueros                        | 18 de Junio                     | 11 de diciembre                 | 19:00                           | Sin TV                          |
| Toros                           | 5 : 8 (F/7)                     | Caimanes                        | Édgar Rentería                  | 11 de diciembre                 | 20:00                           | ESPN 5, Disney+                 |
| Leones                          | 10 : 5                          | Vaqueros                        | 18 de Junio                     | 12 de diciembre                 | 19:00                           | Sin TV                          |
| Toros                           | 1 : 5                           | Caimanes                        | Édgar Rentería                  | 12 de diciembre                 | 19:00                           | Disney+                         |
| Toros                           | 6 : 7 (F/10)                    | Tigres                          | 11 de Noviembre                 | 13 de diciembre                 | 19:00                           | Sin TV                          |
| Leones                          | 6 : 1                           | Vaqueros                        | 18 de Junio                     | 13 de diciembre                 | 19:00                           | Sin TV                          |
| Caimanes                        | 5 : 3                           | Leones                          | Édgar Rentería                  | 14 de diciembre                 | 17:00                           | Disney+                         |
| Vaqueros                        | 1 : 11                          | Tigres                          | 11 de Noviembre                 | 14 de diciembre                 | 17:00                           | Sin TV                          |
| Caimanes                        | 1 : 0                           | Toros                           | 20 de Enero                     | 15 de diciembre                 | 16:00                           | Sin TV                          |
| Vaqueros                        | 4 : 1                           | Leones                          | Édgar Rentería                  | 15 de diciembre                 | 16:00                           | Disney+                         |

| Semana 8 - 16 al 22 de diciembre | Semana 8 - 16 al 22 de diciembre | Semana 8 - 16 al 22 de diciembre | Semana 8 - 16 al 22 de diciembre | Semana 8 - 16 al 22 de diciembre | Semana 8 - 16 al 22 de diciembre | Semana 8 - 16 al 22 de diciembre |
| Visitante                        | Resultado                        | Local                            | Estadio                          | Fecha                            | Hora                             | TV                               |
| -------------------------------- | -------------------------------- | -------------------------------- | -------------------------------- | -------------------------------- | -------------------------------- | -------------------------------- |
| Caimanes                         | 7 : 9                            | Toros                            | 20 de Enero                      | 16 de diciembre                  | 19:00                            | Sin TV                           |
| Tigres                           | 8 : 4                            | Leones                           | Édgar Rentería                   | 16 de diciembre                  | 19:00                            | Disney+                          |
| Leones                           | 5 : 2                            | Caimanes                         | Édgar Rentería                   | 17 de diciembre                  | 19:00                            | Disney+                          |
| Tigres                           | 7 : 4                            | Leones                           | Édgar Rentería                   | 18 de diciembre                  | 19:00                            | Disney+                          |
| Vaqueros                         | 11 : 2                           | Toros                            | 20 de Enero                      | 18 de diciembre                  | 19:00                            | Sin TV                           |
| Caimanes                         | 13 : 8                           | Tigres                           | 11 de Noviembre                  | 19 de diciembre                  | 19:00                            | Sin TV                           |
| Toros                            | 3 : 4                            | Leones                           | Édgar Rentería                   | 19 de diciembre                  | 19:00                            | Disney+                          |
| Toros                            | 6 : 0 (F/7)                      | Leones                           | Édgar Rentería                   | 20 de diciembre                  | 16:00                            | Disney+                          |
| Vaqueros                         | 13 : 4                           | Tigres                           | 11 de Noviembre                  | 20 de diciembre                  | 19:00                            | Sin TV                           |
| Toros                            | 3 : 2 (F/7)                      | Leones                           | Édgar Rentería                   | 20 de diciembre                  | 19:00                            | Disney+                          |
| Vaqueros                         | 8 : 5                            | Caimanes                         | Édgar Rentería                   | 21 de diciembre                  | 17:00                            | Disney+                          |
| Toros                            | 4 : 13                           | Tigres                           | 11 de Noviembre                  | 21 de diciembre                  | 17:00                            | Sin TV                           |
| Vaqueros                         | 5 : 14                           | Caimanes                         | Édgar Rentería                   | 22 de diciembre                  | 16:00                            | Disney+                          |
| Toros                            | 11 : 3                           | Tigres                           | 11 de Noviembre                  | 22 de diciembre                  | 16:00                            | Sin TV                           |

| Semana 9 - 23 al 29 de diciembre | Semana 9 - 23 al 29 de diciembre | Semana 9 - 23 al 29 de diciembre | Semana 9 - 23 al 29 de diciembre | Semana 9 - 23 al 29 de diciembre | Semana 9 - 23 al 29 de diciembre | Semana 9 - 23 al 29 de diciembre |
| Visitante                        | Resultado                        | Local                            | Estadio                          | Fecha                            | Hora                             | TV                               |
| -------------------------------- | -------------------------------- | -------------------------------- | -------------------------------- | -------------------------------- | -------------------------------- | -------------------------------- |
| Vaqueros                         | 6 : 4                            | Tigres                           | 11 de Noviembre                  | 23 de diciembre                  | 16:00                            | Sin TV                           |
| Caimanes                         | 4 : 5                            | Leones                           | Édgar Rentería                   | 23 de diciembre                  | 19:00                            | Disney+                          |
| Leones                           | 7 : 3 (F/11)                     | Caimanes                         | Édgar Rentería                   | 26 de diciembre                  | 19:00                            | Disney+                          |
| Toros                            | 3 : 7                            | Vaqueros                         | 18 de Junio                      | 26 de diciembre                  | 19:00                            | Sin TV                           |
| Tigres                           | 7 : 4 (F/7)                      | Caimanes                         | Édgar Rentería                   | 27 de diciembre                  | 16:00                            | Disney+                          |
| Vaqueros                         | 6 : 7                            | Toros                            | 20 de Enero                      | 27 de diciembre                  | 19:00                            | Sin TV                           |
| Tigres                           | 9 : 5 (F/7)                      | Caimanes                         | Édgar Rentería                   | 27 de diciembre                  | 19:30                            | Disney+                          |
| Tigres                           | 2 : 1                            | Caimanes                         | Édgar Rentería                   | 28 de diciembre                  | 17:00                            | Disney+                          |
| Toros                            | 5 : 7                            | Vaqueros                         | 18 de Junio                      | 28 de diciembre                  | 17:00                            | Sin TV                           |
| Leones                           | 3 : 2 (F/6)                      | Tigres                           | 11 de Noviembre                  | 29 de diciembre                  | 15:00                            | Sin TV                           |

| Semana 10 - 30 de diciembre | Semana 10 - 30 de diciembre | Semana 10 - 30 de diciembre | Semana 10 - 30 de diciembre | Semana 10 - 30 de diciembre | Semana 10 - 30 de diciembre | Semana 10 - 30 de diciembre |
| Visitante                   | Resultado                   | Local                       | Estadio                     | Fecha                       | Hora                        | TV                          |
| --------------------------- | --------------------------- | --------------------------- | --------------------------- | --------------------------- | --------------------------- | --------------------------- |
| Leones                      | 4 : 7                       | Toros                       | 20 de Enero                 | 30 de diciembre             | 19:00                       | Sin TV                      |

## Round Robin
Los 4 primeros de la fase regular clasifican a esta ronda, donde jugarán 6 partidos, 2 contra sus otros 3 rivales, uno en casa y otro de visitante. Los 2 primeros clasificaran a la final.
| #                                              | Equipo                   | V | D | E | AVG  | JD |
| ---------------------------------------------- | ------------------------ | - | - | - | ---- | -- |
| 1                                              | Vaqueros de Montería     | 4 | 2 | 0 | .667 | 0  |
| 2                                              | Caimanes de Barranquilla | 3 | 3 | 0 | .500 | 1  |
| 2                                              | Tigres de Cartagena      | 3 | 3 | 0 | .500 | 1  |
| 4                                              | Leones de Barranquilla   | 2 | 4 | 0 | .333 | 2  |
| Fuente: LPB Colombia; actualización automática |                          |   |   |   |      |    |

|  | Clasificado a la final. |
|  | Eliminado del torneo.   |

| Round Robin - 3 al 9 de enero | Round Robin - 3 al 9 de enero | Round Robin - 3 al 9 de enero | Round Robin - 3 al 9 de enero | Round Robin - 3 al 9 de enero | Round Robin - 3 al 9 de enero | Round Robin - 3 al 9 de enero |
| Visitante                     | Resultado                     | Local                         | Estadio                       | Fecha                         | Hora                          | TV                            |
| ----------------------------- | ----------------------------- | ----------------------------- | ----------------------------- | ----------------------------- | ----------------------------- | ----------------------------- |
| Leones                        | 2 : 4                         | Caimanes                      | Édgar Rentería                | 3 de enero                    | 19:00                         | Disney+                       |
| Tigres                        | 4 : 2                         | Vaqueros                      | 18 de Junio                   | 3 de enero                    | 22:00                         | Sin TV                        |
| Vaqueros                      | 3 : 2                         | Leones                        | Édgar Rentería                | 4 de enero                    | 20:30                         | Sin TV                        |
| Tigres                        | 2 : 3                         | Leones                        | Édgar Rentería                | 5 de enero                    | 17:00                         | Disney+                       |
| Caimanes                      | 8 : 9                         | Tigres                        | 11 de Noviembre               | 6 de enero                    | 18:00                         | Sin TV                        |
| Leones                        | 15 : 9                        | Tigres                        | 11 de Noviembre               | 7 de enero                    | 19:00                         | Sin TV                        |
| Vaqueros                      | 1 : 0                         | Caimanes                      | Édgar Rentería                | 7 de enero                    | 19:00                         | Disney+                       |
| Caimanes                      | 2 : 0                         | Leones                        | Édgar Rentería                | 8 de enero                    | 19:00                         | Disney+                       |
| Vaqueros                      | 2 : 4                         | Tigres                        | 11 de Noviembre               | 8 de enero                    | 19:00                         | Sin TV                        |
| Tigres                        | 2 : 5                         | Caimanes                      | Édgar Rentería                | 9 de enero                    | 19:00                         | Disney+                       |
| Leones                        | 1 : 5                         | Vaqueros                      | 18 de Junio                   | 9 de enero                    | 19:00                         | Sin TV                        |
| Caimanes                      | 2 : 5                         | Vaqueros                      | 18 de Junio                   | 10 de enero                   | 20:00                         | Sin TV                        |

## Play-off final
Está pactado a siete 7 juegos, iniciando en la sede del equipo que ocupó la mejor posición en la temporada regular, en donde el ganador de cuatro (4) juegos será el campeón del torneo.

### Serie
| Final - 11 al 15 de enero | Final - 11 al 15 de enero | Final - 11 al 15 de enero | Final - 11 al 15 de enero | Final - 11 al 15 de enero | Final - 11 al 15 de enero | Final - 11 al 15 de enero |
| Visitante                 | Resultado                 | Local                     | Estadio                   | Fecha                     | Hora                      | TV                        |
| ------------------------- | ------------------------- | ------------------------- | ------------------------- | ------------------------- | ------------------------- | ------------------------- |
| Vaqueros                  | 5 : 3                     | Caimanes                  | Édgar Rentería            | 12 de enero               | 19:00                     | Disney+                   |
| Vaqueros                  | 8 : 0                     | Caimanes                  | Édgar Rentería            | 13 de enero               | 19:00                     | Disney+                   |
| Caimanes                  | 10 : 6                    | Vaqueros                  | 18 de Junio               | 15 de enero               | 19:00                     | Disney+                   |
| Caimanes                  | 2 : 3                     | Vaqueros                  | 18 de Junio               | 16 de enero               | 19:00                     | Disney+                   |
| Caimanes                  | 10 : 9                    | Vaqueros                  | 18 de Junio               | 17 de enero               | 19:00                     | Disney+                   |
| Vaqueros                  | 3 : 11                    | Caimanes                  | Édgar Rentería            | 19 de enero               | 19:00                     | Disney+                   |
| Vaqueros                  | 6 : 7                     | Caimanes                  | Édgar Rentería            | 20 de enero               | 19:00                     | Disney+                   |

| Colombia                                             |
| Campeón Caimanes de Barranquilla Decimocuarto título |